# 有岡大貴
有岡 大貴（ありおか だいき、1991年〈平成3年〉4月15日 - ）は、日本のアイドル、歌手、俳優、タレント。男性アイドルグループHey! Say! JUMPおよびHey! Say! BESTのメンバー。
千葉県習志野市出身。STARTO ENTERTAINMENT所属。
妻は女優の松岡茉優。義妹は元子役の松岡日菜。

## 来歴
かつては子役として活動し、2001年に連続時代劇やスーパー戦隊シリーズ『百獣戦隊ガオレンジャー』に出演したり、Mr.Childrenの楽曲「ファスナー」のライブ用映像に出演していたこともある。
幼稚園の頃から香取慎吾に憧れており、小学6年生の時に自分でジャニーズ事務所に履歴書を送る。2003年6月2日にオーディションを経て入所。2004年にジャニーズJr.内ユニット・J.J.Expressのメンバーとなる。2007年4月、Hey! Say! 7（期間限定ユニット）が結成されメンバーとなり、同年8月1日にCDデビュー。同年9月24日にHey! Say! JUMPおよび年長組のHey! Say! BESTのメンバーに選ばれ、同年11月14日にCDデビューする。
2017年、八乙女光と髙木雄也と共に日本テレビ系テレビドラマ『孤食ロボット』の主演を務め、3人で新ユニット・A.Y.T.を結成して主題歌「Are You There?」も担当した。
2021年4月、日本テレビ『探偵☆星鴨』で連続ドラマ単独初主演を務める。
2023年3月、第46回日本アカデミー賞にて映画『シン・ウルトラマン』で新人俳優賞を受賞する。
2024年4月、個人公式Instagramを開設した。同年6月7日、女優の松岡茉優と結婚したことを発表、入籍日等については以後も報告する予定はないとした。なお、Hey! Say! JUMPのメンバーで最初の既婚者となった。同年6月11日、レギュラー出演している日本テレビ系バラエティ番組『ヒルナンデス!』で結婚を生報告した。

## 人物
堀越高等学校出身。
俳優の中川大志とは、プライベートでサウナに行くほど仲が良い。また好きが高じて、サウナ関連の資格を取得している。
2021年12月からJohnny's Gaming Roomの中心メンバーに選ばれ、MCも務めている。
5歳上の兄がいる。

## 出演
グループでの出演はJ.J.Express#出演、Hey! Say! BEST、Hey! Say! JUMPを参照
※主演作品は太字表記

### テレビドラマ
- リミット もしも、わが子が…（2000年7月3日 - 9月11日、よみうりテレビ） - 有働貴之 役
- 八丁堀の七人2 第1話（2001年1月18日、テレビ朝日） - 彦太 役
- 水曜女と愛とミステリー 犯罪交渉人ゆり子1（2001年6月13日、テレビ東京） - 内舘一紀 役
- 火曜サスペンス劇場 切り裂かれた天使（2001年8月7日、日本テレビ） - 長井晶 役
- 百獣戦隊ガオレンジャー（2001年9月23日 - 2002年2月10日、テレビ朝日） - 風太郎（ガオゴッド） 役
- こちら第三社会部 第9話（2001年12月3日、TBS） - 田中正夫 役
- はみだし刑事情熱系VI 第18話（2002年2月13日、テレビ朝日） - 笠原彰 役
- 最後の弁護人 第2話（2003年1月22日、日本テレビ） - 佐倉悟 役
- クニミツの政（2003年7月1日 - 9月9日、フジテレビ） - 三杉裕二 役
- エンジン（2005年4月18日 - 6月27日、フジテレビ） - 園部徹 役
- 風林火山（2006年1月8日、テレビ朝日） - 武田勝頼 役[23]
- 先生はエライっ!（2008年4月12日、日本テレビ） - 主演・竹倉燐 役（中島裕翔、山田涼介、知念侑李とカルテット主演）[24]
- スクラップ・ティーチャー〜教師再生〜（2008年10月11日 - 12月13日、日本テレビ） - 主演・入江杉蔵 役（中島裕翔、山田涼介、知念侑李とカルテット主演）[25]
- 新春ワイド時代劇 忠臣蔵〜その義その愛（2012年1月2日、テレビ東京） - 大石主税 役[5]
- 金田一少年の事件簿（日本テレビ） - 佐木竜二 役
  - 金田一少年の事件簿 香港九龍財宝殺人事件（2013年1月12日）
  - 金田一少年の事件簿 獄門塾殺人事件（2014年1月4日）[26]
  - 金田一少年の事件簿N (neo)（2014年7月19日 - 9月20日）
- 掟上今日子の備忘録（2015年10月10日 - 12月12日、日本テレビ） - 也川塗 役[27]
- 孤食ロボット（2017年6月19日 - 8月21日、日本テレビ） - 主演・ムジャキ 役（髙木雄也、八乙女光とトリプル主演）[28]
- コード・ブルー -ドクターヘリ緊急救命-（フジテレビ） - 名取颯馬 役
  - コード・ブルー -ドクターヘリ緊急救命-3rd season（2017年7月17日 - 9月18日）[29]
  - コード・ブルー -もう一つの日常-（2018年7月24日〔23日深夜〕 - 28日〔27日深夜〕）[30]
  - コード・ブルー 特別編 -もう一つの戦場-（2018年7月28日）[30]
- 探偵☆星鴨（2021年4月26日 - 6月29日、 日本テレビ） - 主演・星 鴨 役[31]
- インビジブル（2022年4月15日 - 6月17日、TBS） - 磯ヶ谷潔 役[32][33]

### 映画
- ベースボールキッズ（2003年10月18日公開）下級生 役
- Jam Films 2 : FASTENER（2004年3月27日公開） - 少年 役
- こどもつかい（2017年6月17日公開） - 江崎駿也 役[34]
- 劇場版 コード・ブルー-ドクターヘリ緊急救命-（2018年7月27日公開） - 名取颯馬 役[35]
- シン・ウルトラマン（2022年5月13日公開） - 滝明久 役[36][37]

### バラエティ番組
- 百識王〜百で知るひとつの知識〜（2006年10月17日[23] - 2007年3月、フジテレビ）
- 百識（2007年4月 - 2007年9月、フジテレビ）
- ヒルナンデス!（2014年4月1日 - 、日本テレビ） - 火曜レギュラー[38]
- サウナ有岡（2021年3月31日、テレビ東京）[39]
- 100%!アピールちゃん（2021年10月11日 - 2022年8月22日 、MBS）[40]
- 月曜の蛙、大海を知る。（2022年10月24日 - 2023年3月13日、MBS） - レギュラーパネラー[41][42][43]
- 推しといつまでも（2023年4月17日 - 9月4日、MBS）[44]

### ラジオ番組
- JUMP da ベイベー!（2014年4月 - 、bayfm、毎週土23:00 - 23:27

### 舞台
- Endless SHOCK（2005年1月8日 - 2月28日、帝国劇場）
- DREAM BOYS（2006年1月3日 - 29日、帝国劇場）
- もしも塾（2019年4月7日、東京グローブ座 / 5月25日 - 26日、萩市民館）[45]
- ナゾドキシアター『アシタを忘れないで』（2021年7月12日 - 8月8日、東京グローブ座 / 8月11日 - 15日、梅田芸術劇場） - 主演・曇竹アシタ 役[46][47]

### CM・広告
- ガンホー・オンライン・エンターテイメント「パズル&ドラゴンズ」（2015年12月23日 - ）[48]
- ポムフード
  - 「ポムの樹」（2018年6月 - ） - 店頭ポスター[49]
  - 「ポムオム」（2024年9月 - ）[50]

## 書籍

### 雑誌連載
- 「有岡大貴のニュースでJUMP！」『毎日小学生新聞』（毎日新聞社）
- 「Boys,be……!」『with』（2015年12月号 - 2022年4月号[51]、講談社） - 伊野尾慧との合同連載[52]

## 作品
JASRAC公式サイトの「作品データベース検索サービス」において、「有岡大貴」を含む楽曲の検索結果をもとに記述。
| 曲名                 | 作詞                     | 作曲                                               | JASRAC 作品コード | 名義                                  | 収録                                                               | 備考             |
| -------------------- | ------------------------ | -------------------------------------------------- | ----------------- | ------------------------------------- | ------------------------------------------------------------------ | ---------------- |
| 君と僕のフューチャー | 磯崎健史                 | 磯崎健史                                           | 161-8805-5        | Hey!Say!JUMP 有岡大貴                 |                                                                    |                  |
| Bubble Gum           | 辻村有記                 | 辻村有記                                           | 239-4445-5        | Hey!Say!JUMP 有岡大貴                 | アルバム『SENSE or LOVE』〈初回限定盤〉特典CD - 有岡ソロ           |                  |
| RELOAD               | 有岡大貴                 | Joakim Björnberg Christofer Erixon Atsushi Shimada | 5A1-0136-0        | Hey!Say!JUMP                          | アルバム『smart』                                                  |                  |
| UNION                | 有岡大貴 薮宏太 八乙女光 | Andreas Ohrn Chris Wahle MiNE                      | 1H6-2018-3        | 有岡大貴 八乙女光 薮宏太 Hey!Say!JUMP | アルバム『JUMPing CAR』 - 有岡大貴&八乙女光&薮宏太                 |                  |
| 桜、咲いたよ         | 作田雅弥                 | 作田雅弥                                           | 709-4293-5        | Hey!Say!JUMP                          | シングル『AinoArika/愛すればもっとハッピーライフ 』〈初回限定盤3〉 | ラップ詞を担当。 |
| ASAP!                | 有岡大貴 知念侑李        | 知念侑李 有岡大貴 辻村有記                         | 748-5615-4        | Hey!Say!JUMP                          | シングル『Sing-along』〈初回限定盤2〉                              |                  |
| RED                  | 辻村有記                 | Daiki Arioka 辻村有記 伊藤賢                       | 320-0344-7        | Ryosuke Yamada                        | アルバム『RED』                                                    |                  |